# Condado de Catawba
O Condado de Catawba é um dos 100 condados do estado americano da Carolina do Norte. A sede do condado é Newton, e sua maior cidade é Newton. O condado possui uma área de 1 071 km² (dos quais 35 km² estão cobertos por água), uma população de 141 685 habitantes, e uma densidade populacional de 137 hab/km² (segundo o censo nacional de 2000). O condado foi fundado em 1842.